# Pădurea Călinești - Brezoi
Pădurea Călinești - Brezoi este o arie protejată de interes național ce corespunde categoriei a IV-a IUCN (rezervație naturală de tip mixt), situată în județul Vâlcea, pe teritoriul administrativ al orașului Brezoi.

## Localizare
Aria naturală se află în partea sud-estică a Munților Lotrului și cea nordică a orașului Brezoi, la o altitudine medie de 400 m și se întinde pe o suprafață de 200 de hectare.

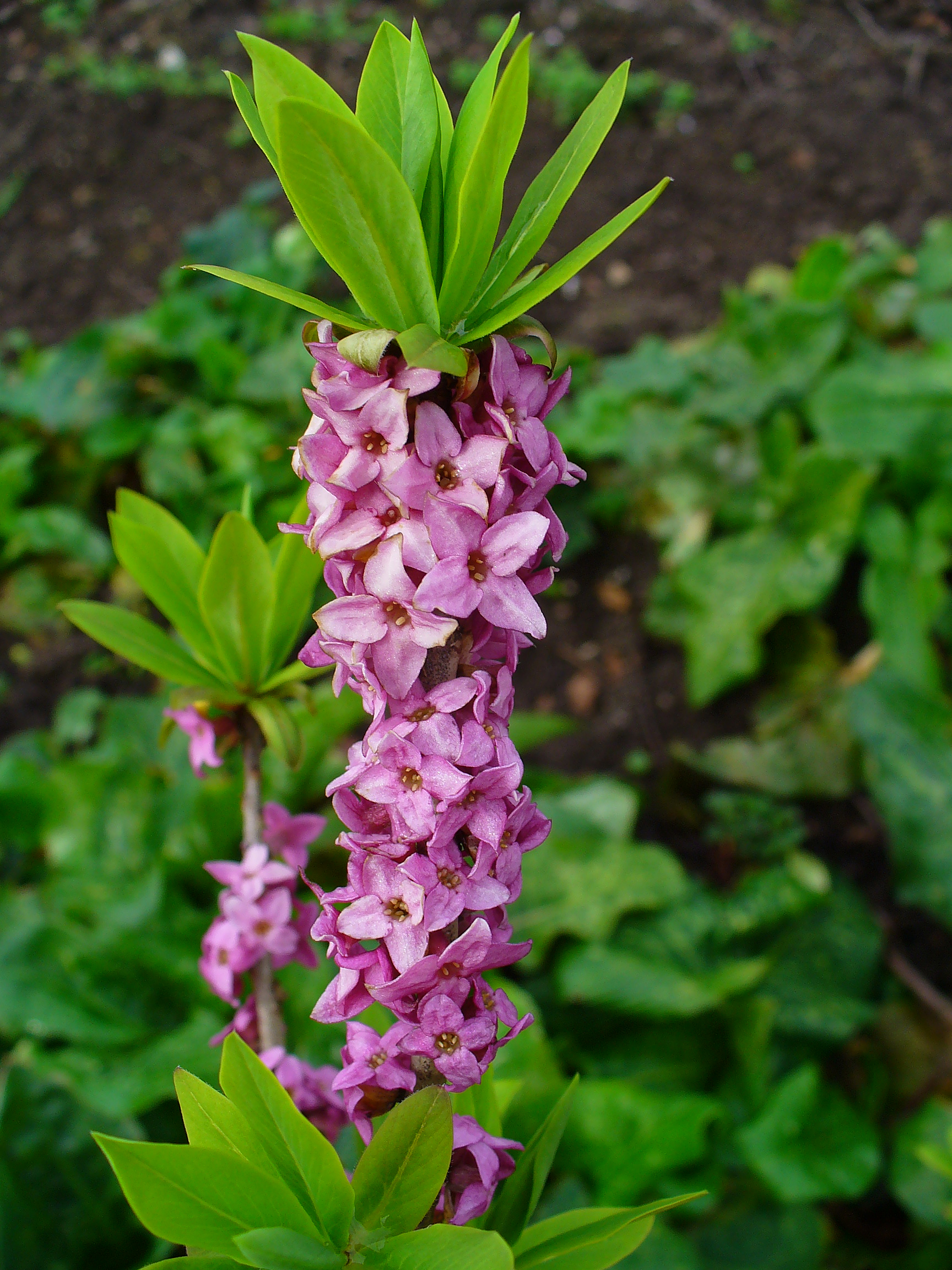
Tulichină (Daphne mezereum)

## Descriere
Rezervația naturală declarată arie protejată prin Legea Nr.5 din 6 martie 2000, este inclusă în Parcul Național Cozia și reprezintă o zonă împădurită cu un relief variat (stânci, abrupturi stâncoase, grohotișuri, hornuri, văii, pajiști, păduri), de importanță geomorfologică (conglomerate de Brezoi), floristică și peisagistică.

## Floră
Flora este reprezentată de specii arboricole de fag din specia Fagus sylvatica și gorun din specia Quercus petraea. 
La nivelul ierburilor sunt întâlnite mai multe specii de plante rare sau endematice, printre care: garofiță (Dianthus henteri), sânziană din specia Galium valantoides, cimbrișor din specia Thymus comosus, didiței (Pulsatilla montana), tulichină (Daphne mezereum), tămâiță (Daphne cneorum).